# Ostrinia dorsivittata
Ostrinia dorsivittata là một loài bướm đêm trong họ Crambidae.